# 員工價
員工價（英語：staff price）指勞工或僱員於任職的公司或關係企業或是簽約過的特約商店，提供低於市價的商品或服務，販賣給勞工。

## 目的
1. 協助消化庫存商品。
2. 新產品上市前後，透過員工的人脈，打開知名度。
3. 可搜集員工使用後的意見，做為產品改良或是行銷策略的參考。
4. 由於不是以營利為唯一目的，且兼作員工福利，故此有時候員工價有可能低到約市價的60～70%之間。

## 潛在問題
1. 員工價如高達市價的90%以上的話，就失去員工價的意義，而有把員工轉當牟利工具之嫌。
2. 由於有些行業可能是拿試作的樣品，或是原本應用贈品的免稅商品，來以員工價販賣。故幾乎都會漏開發票，因此有逃漏稅的問題。
3. 售後服務或商品價值打折。

## 限制
1. 由於怕影響到原本市場管道的銷售量及價格，故員工價大多採限時限量，甚至是事先批准方可購買的方式進行。另外可能會要求員工不得對外透露員工價甚至轉售圖利。

## 員工價的範例
台灣
- 台灣電力公司：用電300度以內，以62%計費。
- 台灣中油：加油前出示「捷力卡」，每加油1,000元，可以回饋130元。[1]
- 台灣高鐵：原是每人每年20張車票半價，但是在2012年9月起，工作滿半年以上的員工，優惠再加碼
- 家電：家電生產廠商將外觀或包裝有瑕疵但不影響功能及使用的產品先以員工價賣給員工

## 外部連結
- "員工價" - 搜索 Google 圖書